# Stones Throw Records
Stones Throw ist ein US-amerikanisches Musiklabel, das 1996 vom DJ und Produzenten Chris Manak alias Peanut Butter Wolf gegründet wurde. Das Label hat seinen Sitz in Los Angeles und hat eine Reihe von Künstlern unter Vertrag, deren Musik sich zwischen Hip-Hop, Funk, Soul und Jazz bewegt.

## Geschichte
Nachdem Peanut Butter Wolf im Underground aktiv geworden und sein Partner Charizma im Dezember 1993 verstorben war, begann er intensiver an seiner Karriere zu arbeiten, um seine und Charizmas Musik bekannt zu machen. Ein Lied von Charizma wurde Teil einer Kompilation des Bomb Hip Hop Magazines. Chris Manak wurde in der Szene bekannter und produzierte Lieder von Kool Keith. Mit einer EP für Southpaw Records begann er seinen Einstieg ins Labelgeschäft. 1996 schließlich gründete er Stones Throw Records. Der Name resultierte aus einem Spruch seiner Mutter, den sie immer verwendete, wenn Manak und Charizma sie ärgerten. Die erste Veröffentlichung wurde die Single My World Premier von ihm und Charizma. Ursprünglich nur für seine und Charizmas Musik gegründet, entwickelte das Label eine Eigendynamik. Manak veröffentlichte zunächst ausschließlich Vinyl, veröffentlichte dann aber doch, im Zeichen des Internet-Booms, auch CDs. Die ersteren bekannteren Künstler wurden Madlib, MF Doom und J Dilla.
Gründer Peanut Butter Wolf sieht in seinem Label und den unter Vertrag stehenden Künstlern eine Art Gegenentwurf zu den großen Majorlabels. Anstatt auf Massenkompatibilität zu setzen, nimmt Manak nur Künstler unter Vertrag, die ihm gefallen oder in denen er Potential sieht. Daher lässt der Labelboss seinen Künstlern musikalisch alle Freiheiten. Bestes Beispiel hierfür ist die „Beat Kondukta“-Reihe von Madlib, in der er sich unter anderem musikalisch mit der Filmmusik indischer Hindi-Filme auseinandersetzt. Auch promotionstechnisch werden alle Künstler mit eingebunden. Zur Labelphilosophie gehört außerdem die Veröffentlichung von Instrumental-LPs für Livekonzerte sowie DJ-Sets.
Bekannte Künstler sind Madlib, Dudley Perkins, Georgia Anne Muldrow und Oh No. Außerdem veröffentlichte Jay Dee alias J Dilla die letzten beiden Alben vor seinem Tod, Ruff Draft und Donuts, auf Stones Throw. Bei letzterem Album ging Manak den unorthodoxen Weg das Album 2013 als 45er-Box (mehrere 7’’-Singles in einer Box) zu veröffentlichen, ein Format, das in US-amerikanischen Jukeboxen verbreitet war. In den letzten Jahren war es vor allem der Künstler Aloe Blacc, der am meisten verkaufte und so den Fortbestand des Labels sicherte.

## Dokumentarfilm
Über Crowdfunding wurde ein Dokumentarfilm namens Our Vinyl Weighs a Ton finanziert, der sich der Geschichte des Labels widmet. Die Dokumentation wurde 2013 zunächst auf diversen Film-Festivals gezeigt, bevor sie im Mai 2014 auf DVD erschien. Inzwischen ist der Film auch in der Mediathek des Online-Videodienstes „Red Bull TV“ einsehbar.

## Musiker
- Aloe Blacc
- Arabian Prince
- Baron Zen
- Breakestra
- Bumps
- Charizma
- Chrome Canyon
- CX Kidronik (Mitglied von Atari Teenage Riot)
- Dam-Funk
- DJ Romes
- Dudley Perkins
- Egon
- Funkaho
- Gary Wilson
- Georgia Anne Muldrow
- Guilty Simpson
- Heliocentrics
- Iain Raeper
- J Dilla
- J.Rocc
- James Pants
- Jaylib
- Jeff Jank
- Koushik
- Lootpack
- Madlib
- Madvillain
- Mayer Hawthorne & The County
- MED
- Mndsgn
- Myron & E
- MF DOOM
- Oh No
- Omar Rodriguez-Lopez
- Peanut Butter Wolf
- Percee P
- Quasimoto
- Roc 'C'
- Stark Reality
- Sofie Royer
- The Turntablist (aka DJ Babu)
- The Koreatown Oddity
- Wildchild
- Yesterdays New Quintet